# Kungen från New York
Kungen från New York (engelska: Where There's Life) är en amerikansk komedifilm från 1947 i regi av Sidney Lanfield. I huvudrollerna ses Bob Hope, Signe Hasso, William Bendix och George Coulouris.

## Rollista i urval
- Bob Hope - Michael Joseph Valentine
- Signe Hasso - general Katrina Grimovitch
- William Bendix - Victor O'Brien
- George Coulouris - premiärminister Krivoc
- Vera Marshe - Hazel O'Brien
- George Zucco - Paul Stertorius
- Dennis Hoey - Grubitch
- John Alexander - Herbert Jones
- Victor Varconi - finansminister Zavitch
- Joseph Vitale - Albert Miller
- Harry von Zell - Joe Snyder
- Anthony Caruso - John Fulda
- Norma Varden - Mabel Jones
- Harland Tucker - Mr. Alvin
- Roy Atwell - försäljare
- Emil Rameau - Dr. Josefsberg
- William Edmunds - Kung Hubertus II
- Crane Whitley - lönnmördare